# Модель зануреного атома
Моде́ль зану́реного а́тома (англ. embedded atom model, EAM) — підхід, що використовується для наближеного опису енергії взаємодії між двома атомами. Енергія — це функція від суми функцій відстані між атомом та його сусідами. Остання функція у оригінальній моделі Мюррея Доу (англ. Murray Daw) і Майка Баскеса (англ. Mike Baskes) представляє електронну густину. Модель пов'язана із теорією наближення сильного зв'язку, відомою також як модель Фінніса—Сінклера (Finnis-Sinclair model).

## Застосування моделі
У моделюванні потенціальна енергія {\displaystyle i}-го атома визначається так
{\displaystyle E_{i}=F_{\alpha }\left(\sum _{i\neq j}\rho _{\alpha }(r_{ij})\right)+{\frac {1}{2}}\sum _{i\neq j}\phi _{\alpha \beta }(r_{ij})},
де {\displaystyle r_{ij}} — відстань між {\displaystyle i}-м та {\displaystyle j}-м атомами, {\displaystyle \phi _{\alpha \beta }} — функція парного потенціалу, {\displaystyle \rho _{\alpha }} — внесок до густини заряду електронів від {\displaystyle j}-го атома у місці розташування {\displaystyle i}-го атома та {\displaystyle F} — це функція "занурення", яка представляє енергію, необхідну для поміщення {\displaystyle i}-го атома типу {\displaystyle \alpha } у електронну хмару.
Метод EAM є багаточастинковим потенціалом і, оскільки густина електронної хмари — це сума внесків від великої кількості атомів, на практиці для зменшення складності і, відповідно, часу розрахунків часто обмежують кількість сусідів так званим "радіусом обрізання".
Для застосування методу до простих однокомпонентних систем атомів потрібно задати три скалярні функції: функцію занурення, функцію парної взаємодії та функцію розподілу густини електронної хмари. Для бінарних сплавів необхідно вже 7 функцій: три функції парної взаємодії (A—A, B—B, A—B), дві функції занурення та дві функції розподілу густини електронних хмар. Зазвичай, ці функції доступні у табличному вигляді та інтерполюються кубічними сплайнами.

## Дивись також
- Потенціал Ленард-Джонса